# 10 101 (число)
10 101 (десять тысяч сто один) — натуральное число, расположенное между числами 10 100 и 10 102. Оно не является простым числом, а относительно последовательности простых чисел расположено между 10099 и 10103.

## Арифметические свойства
Число 10101 является нечётным натуральным числом, которое представимо в виде произведения простых чисел 3 × 7 × 13 × 37. При умножении на него любого двузначного числа его представление в десятичной позиционной системе будет выглядеть как это самое число, записанное три раза подряд. Доказательство этого факта может быть получено если представить число 10101 в виде следующей декомпозиции: